# Coutures, Gironde
Coutures är en kommun i departementet Gironde i regionen Nouvelle-Aquitaine i sydvästra Frankrike. Kommunen ligger i kantonen Monségur som tillhör arrondissementet Langon. År 2022 hade Coutures 92 invånare.

## Befolkningsutveckling
Antalet invånare i kommunen Coutures
Referens:INSEE